# Сабріна Імпаччіаторе
Сабріна Імпаччіаторе (італ. Sabrina Impacciatore; нар. 29 березня 1968) — італійська акторка, відома за роллю Валентини в другому сезоні комедійної драми HBO «Білий лотос» (2022), за яку була номінована на премію «Еммі».

## Біографія та кар'єра
Імпаччіаторе народилася в Римі. Її батько з Абруццо, а мати — з Сардинії. Вона навчалася акторської майстерності в акторській студії в Нью-Йорку, а також відвідувала акторські курси в Римі.
Дебютувала як комік і співачка в телешоу Джанні Бонкомпан'ї «Non è la RAI» і «Макао». Також виступала як пародистка в різних розважальних шоу.
Імпаччіаторе дебютувала в кіно у 1999 році у фільмі Франческо Мазеллі «Il compagno». У 2007 році отримала номінацію на премію «Давид ді Донателло» за найкращу жіночу роль другого плану за роль у фільмі Паоло Вірдзі «Наполеон і я», а через рік була знову номінована на ту ж премію за фільм Вільми Лабате «Міс Ф».
У 2022 році Імпаччіаторе зіграла роль Валентини в другому сезоні антології HBO «Білий лотос». Разом з акторським складом серіалу вона отримала премію Гільдії кіноакторів США у 2023 році.
У 2023 році Імпаччіаторе була номінована на Еммі у категорії «Найкраща жіноча роль другого плану в драматичному телесеріалі» на 75-й церемонії «Еммі», але поступилася перемогою своїй колезі по зйомках Дженніфер Кулідж.
На початку 2024 року Імпаччіаторе з'явилася в ролі самої себе у другому сезоні шоу Зателефонуйте моєму агенту — Італія.

## Фільмографія

### Кіно
- Il compagno (1999) — Клара
- L'ultimo bacio (2001) — Роуз
- Napoleon and Me (2006) — Аніта
- Miss F (2007) — Марта

### Телебачення
- Non è la RAI (1992) — Камео
- Білий лотос (2022) — Валентина

## Нагороди та номінації
- Премія Гільдії кіноакторів США (2023) — Найкращий акторський склад у драматичному серіалі за «Білий лотос»
- Премія «Еммі» (2023) — Номінація на найкращу жіночу роль другого плану в драматичному серіалі за «Білий лотос»